# 信长之野望·将星录
《信长之野望·将星录》是一款由光荣公司制作和发行的历史类战略游戏。本游戏是信长之野望系列第7作。本游戏最初于1997年3月在Windows发行。游戏后移植至多个平台，包括世嘉土星、PlayStation和Dreamcast等。
游戏发生在日本战国时期，玩家选择战国中的一个大名，目的是要统一全国。本作采用了一个新的元素——箱庭系统。
本作音樂由山下康介作曲，也為續作作曲直至天道為止。